# Pachistopelma
Pachistopelma là một chi nhện trong họ Theraphosidae.

## Các loài
Chi này gồm các loài:
- Pachistopelma concolor Caporiacco, 1947
- Pachistopelma rufonigrum Pocock, 1901